# 真唇麗魚
真唇麗魚，為輻鰭魚綱鱸形目隆頭魚亞目慈鯛科的其中一種，分布於非洲馬拉威湖流域，體長可達35公分，棲息在沿岸岩石底質水域，以昆蟲為食，生活習性不明，可作為觀賞魚。